# Henriettea trachyphylla
Henriettea trachyphylla är en tvåhjärtbladig växtart som först beskrevs av José Jéronimo Triana, och fick sitt nu gällande namn av Penneys, Michelangeli, Judd och Frank Almeda. Henriettea trachyphylla ingår i släktet Henriettea och familjen Melastomataceae. Inga underarter finns listade i Catalogue of Life.